# Actio negatoria (römisches Recht)

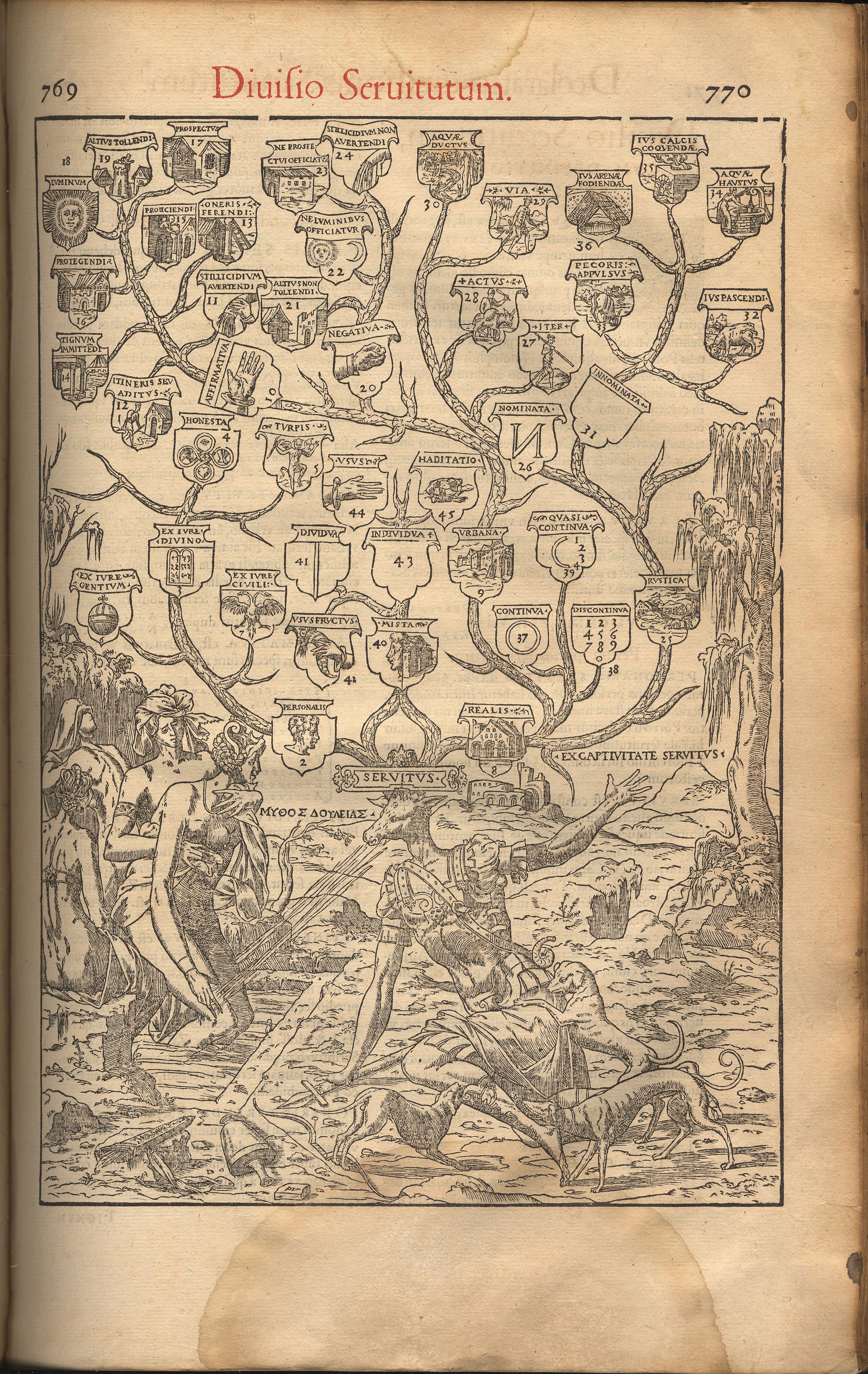
Stammbaum der Dienstbarkeiten des römischen Rechts (aus dem Corpus iuris civilis von 1548–1550), Pierre Eskrich.

Die actio negatoria (Eigentumsfreiheitsklage) diente im antiken römischen Recht der Beilegung von Streitigkeiten, die Eigentumsrechte und deren Einschränkungen durch dingliche Belastungen zum Gegenstand hatten. Primär wurde sie als Abwehrrecht genutzt und diente in diesem Zusammenhang dem Grundstückseigentümers, der sich mit ihr gegen Rechtsbelastungen, wie Grunddienstbarkeiten oder Nießbrauchsrechte wandte (sogenanntes iura praediorum). Obsiegte der Eigentümer, konnte er sein Eigentumsrecht (wieder) voll und ungestört ausüben, da es lastenfrei geworden war oder eine Servitutsanmaßung abgewehrt war.
Die actio negatoria diente zudem der Abwehr von Immissionen, wie Abwässern, Dämpfen und Rauch vom Nachbargrundstück; der Beklagte trug seinerseits dazu vor, dass die Immissionen zulässig und deshalb vom klagenden Eigentümer zu dulden seien. Die Klage bildete das Gegenstück zur Vindikation.
Der Anwendungsbereich der actio negatoria ist im deutschen Privatrecht wesentlich ausgedehnt worden und kommt heute bei allen Eigentumsstörungen zum Tragen, so beispielsweise beim Beseitigungs- und Unterlassungsanspruch nach § 1004 BGB.

## Sonstiges
- Eigentumsfreiheitsklage (Bestandteil des österreichischen Zivilrechts)